# الجسر الجديد (الريف الغربي)
الجسر الجديد (بالفارسية: پل‌نو) هي منطقة سكنية تقع في إيران في قسم الريف الغربي الريفي. يقدر عدد سكانها بـ 1084 نسمة بحسب إحصاء 2016.